# Frucht-Salbei
Der Frucht-Salbei (Salvia dorisiana) ist eine Pflanzenart aus der Gattung Salbei (Salvia) innerhalb der Familie der Lippenblütler (Lamiaceae). Sie kommt nur in Honduras vor und wird vielseitig verwendet.

## Beschreibung

### Vegetative Merkmale
Der Frucht-Salbei wächst als ausdauernde krautige Pflanze mit Wuchshöhen von meist 1,5, selten bis zu 2 Metern. Die selbstständig aufrechten und verzweigten Sprossachsen sind dicht mit kurzen, weißen, drüsigen Trichomen behaart.
Die gegenständig angeordneten Laubblätter sind in Blattstiel und Blattspreite gegliedert. Der Blattstiel ist 0,5 bis 7 Zentimeter lang. Die einfache Blattspreite ist bei einer Länge von 3,5 bis 13, selten bis zu 16 Zentimetern sowie einer Breite von 3,5 bis 9,5 Zentimetern eiförmig mit herzförmiger Spreitenbasis, zugespitztem oberen Ende und gesägtem Blattrand. Sie sind von blassgrüner Farbe und auf beiden Seiten samtig behaart. Bei Berührung verströmen die Laubblätter einen süß-aromatischen, fruchtigen Duft nach Ananas, Grapefruit und Pfirsich.

### Generative Merkmale

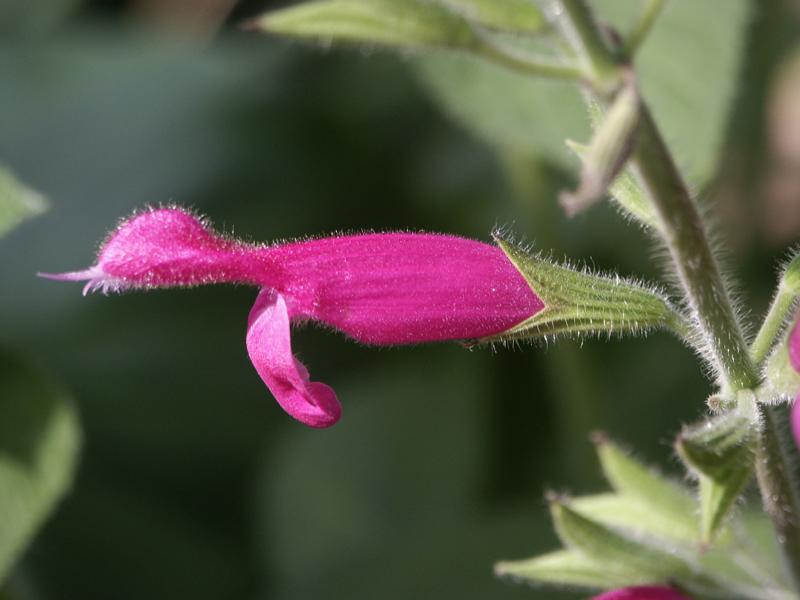
Zygomorphe Blüte mit glockenförmigen, zweilippigen Kelch und Kronröhre sowie Kronlippen

Der endständige, aufrechte, 7 bis 17 Zentimeter lange, traubige Blütenstand besteht im Abstand von jeweils 1,5 bis 2,5 Zentimetern aus Scheinquirlen, die jeweils vier bis acht Blüten enthalten. Die nach der Anthese abfallenden Tragblätter weisen eine Länge von etwa 1,4 Zentimetern sowie eine Breite von etwa 1,2 Zentimetern auf und sind am oberen Ende scharf zugespitzt. Der Blütenstiel ist 4 bis 14 Millimeter lang.
Die zwittrige Blüte ist zygomorph und fünfzählig mit doppelter Blütenhülle. Die fünf grünen Kelchblätter sind glockenförmig verwachsen. Der zweilippige und 14-nervige Blütenkelch ist 1,5 bis 2 Zentimeter lang und etwa 1 Zentimeter breit. Die Kelchunterlippe endet in zwei etwa 3 Millimeter langen, zugespitzten Kelchzähnen. Die Kelchoberlippe endet in zwei 6 bis 8 Millimeter langen, dreieckigen Kelchzähnen. Die fünf 53 bis 60 Millimeter langen, violettroten bis rosaroten Kronblätter sind zu einer 35 bis 47 Millimeter langen Kronröhre verwachsen, die zweilippig endet und außen drüsig behaart ist. Innen, am Grund der Blütenröhre befinden sich zwei Papillen. Die Kronoberlippe ist etwa 18 Millimeter lang und kuppelförmig gewölbt. Der 63 bis 75 Millimeter lange, zweigabelige Griffel ragt darunter hervor. Die 20 bis 25 Millimeter langen Staubblätter sind von der Blütenkrone umschlossen. Die etwa 13 Millimeter lange, zurückgebogene Kronunterlippe ist dreilappig mit einem großen mittleren Kronlappen und kleinen seitlichen Kronlappen. Nur das obere Staubblattpaar ist fertil; die Staubblätter sind 20 bis 25 Millimeter lang und überragen die Blütenkrone nicht. Die Staubbeutel sind etwa 4 Millimeter lang. Der kahle Griffel ist 6,3 bis 7,5 Zentimeter lang, zweigabelig und überragt die Blütenkrone.
Die Klausenfrucht zerfällt in vier Teilfrüchte. Die dunkelbraunen, hell gesprenkelten Klausen sind bei einer Länge von etwa 4 Millimetern sowie einem Durchmesser von etwa 1 Millimetern eiförmig und etwas abgeflacht.

## Ökologie und Phänologie
Die Blüten des Frucht-Salbeis sind ornithophil und werden von Kolibris bestäubt.
Die Blütezeit liegt am Naturstandort meist von November bis März, kann aber auch schon im September sein. Die Früchte reifen im November bis Mai.

## Vorkommen
Der Endemit Salvia dorisiana kommt nur in Honduras vor.
Salvia dorisiana besiedelt dort sonnige bis halbschattige Standorte der sommerfeuchten Kiefern-Eichen-Nebelwälder in der submontanen Höhenstufe in Höhenlagen von selten 800 bis, meist 1200 bis 2000 Metern auf mehr oder weniger nährstoffreichen, frischen, humusreichen Böden.

## Systematik
Die Erstbeschreibung von Salvia dorisiana erfolgte 1950 durch den US-amerikanischen Botaniker Paul Carpenter Standley in Ceiba, Band 1, S. 43. Das Typusmaterial wurde in Honduras: 18. Februar 1948 von Francisco Morazán gesammelt und mit dem der Fundortbeschreibung „slopes of Cerro de Uyuca, 1100-1800 m): pine-oak forest, lower slopes of Uyuca, alt. 1500 m“ unter der Sammelnummer: L.O. Williams & A. Molina R. 13667 in den beiden Herbarien Field Museum Herbarium und Paul C. Standley Herbarium hinterlegt. Der artspezifische Namensteil dorisiana ehrt die US-amerikanische Archäologin und Ethnografin Doris Zemurray Stone (1909–1994), die in den 1960er Jahren das Nationalmuseum von Costa Rica leitete.
Salvia dorisiana wird der Salvia-Untergattung Calosphace zugeordnet. Diese besteht aus fast 500 in der Neuen Welt beheimateten Arten, mit Zentren der Artenvielfalt in Mexiko, in der Andenregion, im Süden Brasiliens und in Argentinien.

## Verwendung
Der Frucht-Salbei eignet sich als Zierpflanze im beheizten Gewächshaus oder Wintergarten, im Sommer auch für Pflanzkübel an einem geschützten, halbschattigen Standort im Freien. Die Pflanze benötigt viel Wärme und bevorzugt frische, nahrhafte, humusreiche Erde. Sie verträgt zwar kurzzeitig Temperaturen um den Gefrierpunkt (Zone 10a), sollte aber bei mindestens 7 °C in einem hellen Raum überwintert werden. In Kultur blüht der Frucht-Salbei meist im Dezember und Januar.
Die frischen Laubblätter des Frucht-Salbeis werden als Blattgewürz für Obstsalate und Salatsaucen sowie für Kräutertees verwendet. Die getrockneten Blätter sind außerdem Bestandteil von Potpourris.